# Matt Mead
Matthew Hansen "Matt" Mead (sinh 11 tháng 3 năm 1962) là thống đốc thứ 32 tiểu bang Wyoming, Hoa Kỳ. Ông bắt đầu giữ chức vụ này từ năm 2011 đến 2019.
Trong cuộc bầu cử tổ chức vào ngày 2 tháng 11 năm 2010, Mead Handily đánh bại Leslie Petersen, cựu Chủ tịch của Đảng Dân chủ Wyoming.
Mead thắng cử thống đốc đảng Cộng hòa với 30.272 phiếu bầu, khi đã đánh bại Kiểm toán bang Rita Meyer, người nhận được 29.558 phiếu bầu. Các chủ trại Fort Bridger, Ron Micheli, xếp vị trí thứ ba với 27.592 phiếu bầu. Chủ tịch Hạ viện bang Colin M. Simpson xếp vị trí thứ tư với 16.673 phiếu bầu.